# Gmina Rzepiennik Strzyżewski
Die Gmina Rzepiennik Strzyżewski ist eine Landgemeinde im Powiat Tarnowski der Woiwodschaft Kleinpolen in Polen. Ihr Sitz ist das gleichnamige Dorf mit etwa 1350 Einwohnern.

## Geographie
Die Gemeinde liegt im Vorgebirge Pogórze Ciężkowickie. Zu den Gewässern gehört der Fluss Rzepiennik.

## Geschichte
Von 1975 bis 1998 gehörte die Gemeinde zur Woiwodschaft Tarnów.

## Gliederung
Zur Landgemeinde (gmina wiejska) Rzepiennik Strzyżewski gehören folgende sechs Dörfer mit einem Schulzenamt:
Kołkówka
Olszyny
Rzepiennik Biskupi
Rzepiennik Strzyżewski
Rzepiennik Suchy
Turza